# Luis Morales (Fußballspieler, 1997)
Luis Morales, vollständiger Name Luis Ángel Morales Fernández, (* 30. Dezember 1997 in Melo) ist ein uruguayischer Fußballspieler.

## Karriere
Der 1,75 Meter große Mittelfeldakteur Morales gehörte mindestens in der Clausura 2015 dem Profikader des Cerro Largo FC an. In der Saison 2014/15 wurde er dort sechsmal in der Segunda División eingesetzt. Einen Treffer erzielte er nicht. Mitte Januar 2016 schloss er sich dem Club Atlético Peñarol an. Anfang August 2016 verpflichtete ihn der Zweitligist Canadian Soccer Club. In der Saison 2016 bestritt er zehn Zweitligaspiele ohne persönlichen Torerfolg.